# Sâg
Sâg is een Roemeense gemeente in het district Sălaj.
Sâg telt 3462 inwoners.

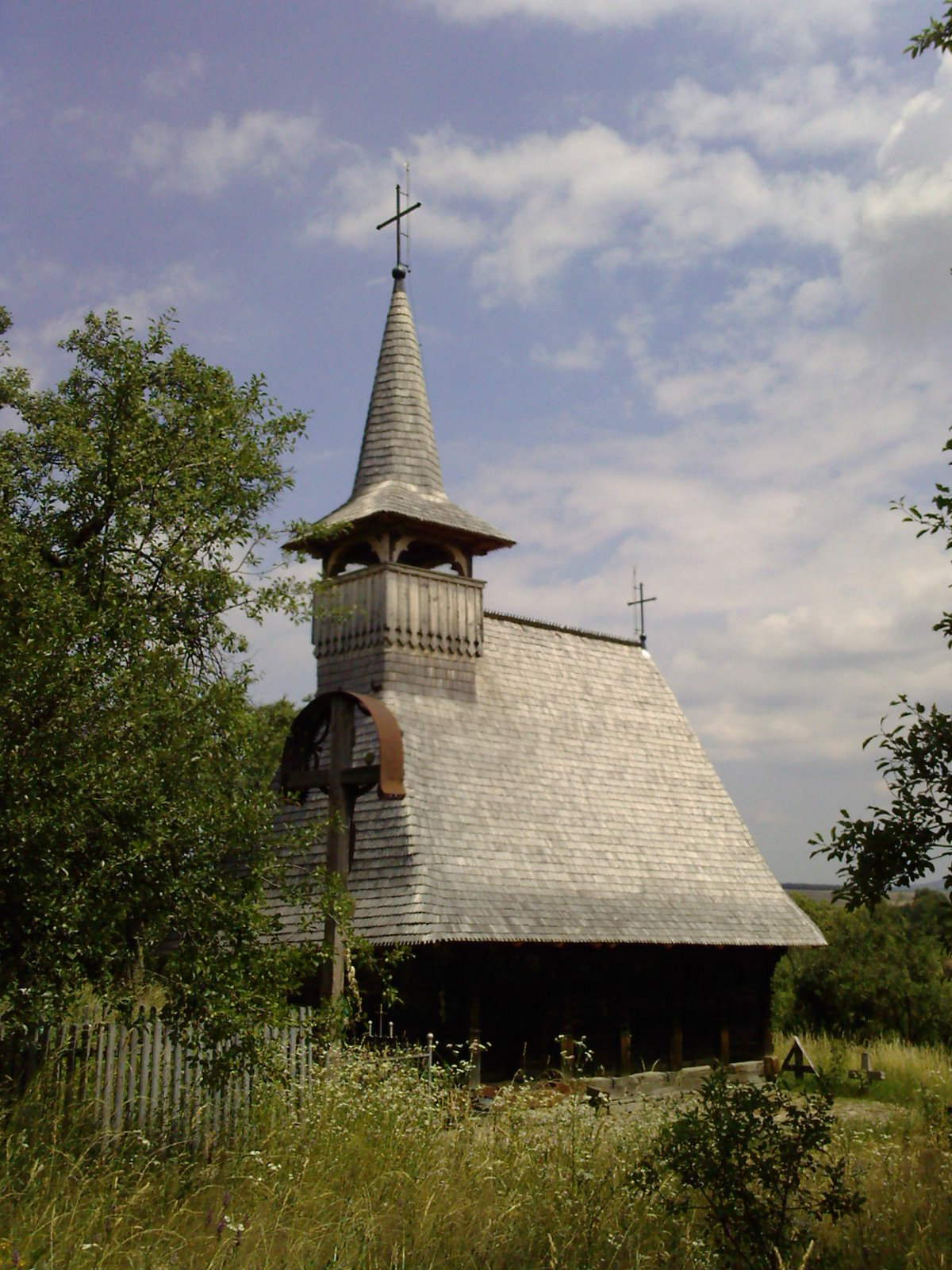
Houten kerk van Sarbi
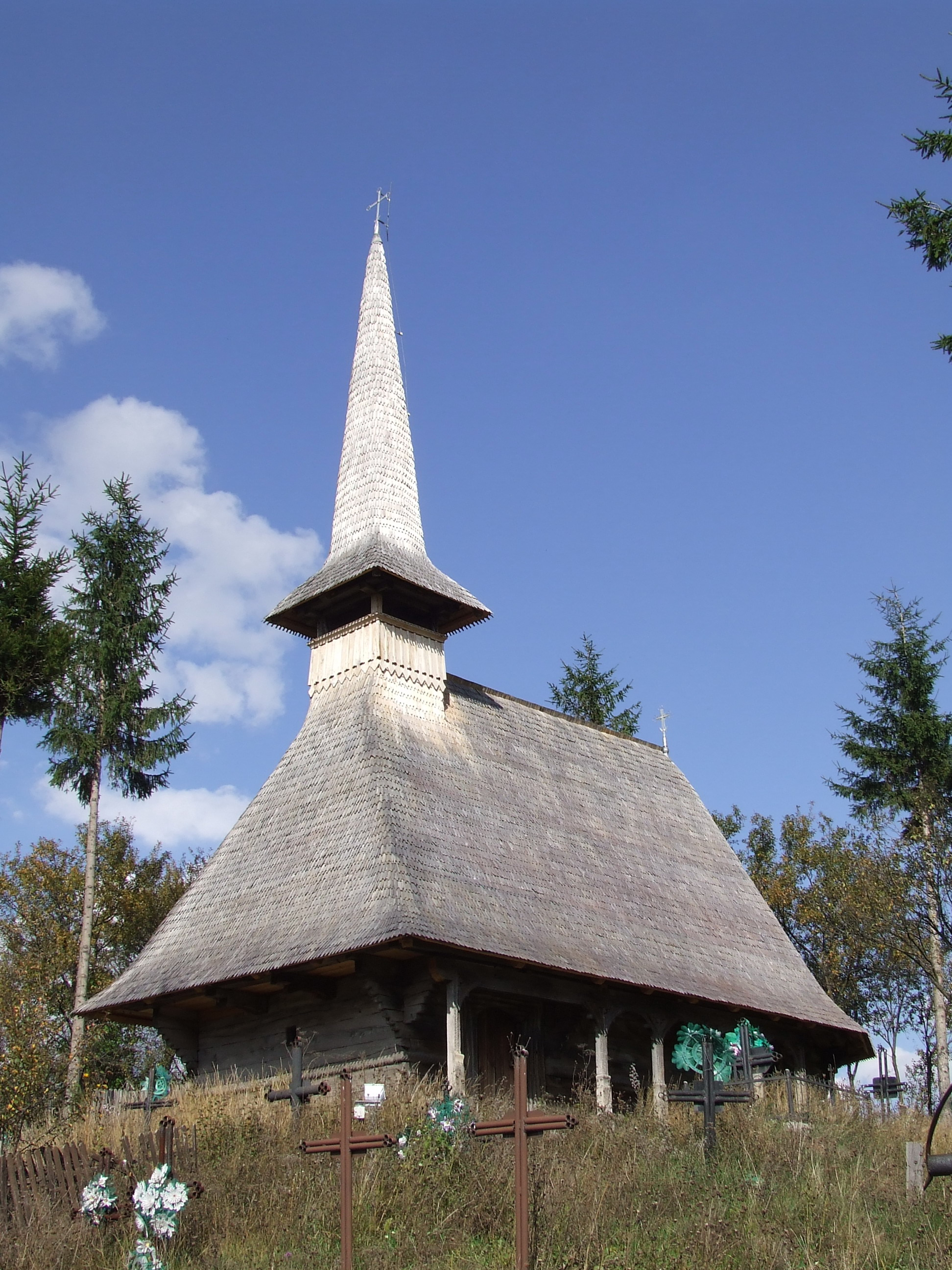
Kerk van Tusa